# Académie pontificale ecclésiastique
L’Académie pontificale ecclésiastique, anciennement connue comme l’Académie des nobles ecclésiastiques, est une institution fondée par Clément XI en 1701 ayant pour but de former le corps diplomatique du Saint-Siège. C'est la plus ancienne école diplomatique au monde.

## Histoire
Fondée par l'abbé Pierre Garagna en 1701, sur la recommandation de Sebastian Valfrè à Turin, avec le nom d'Académie des nobles ecclésiastiques, l'Académie était à l'origine destinée à la formation de rejetons de familles nobles comme diplomates et fonctionnaires pour les États pontificaux. Depuis 1706, l'Académie est installée Piazza della Minerva à Rome. Jusqu'en 1939 appartenir à la noblesse italienne était le premier critère, non exclusif, d'admission en son sein, mais les Romains en étaient exclus. Réformée par Pie VI en 1775, Léon XII en 1829 et Léon XIII en 1879, l'Académie est placée depuis 1937 sous la protection du cardinal secrétaire d'État et dirigée par un archevêque nommé directement par le pape, ce qui lui donne une priorité sur les autres établissements de Rome. À la suite d'une réforme en 1850, l'Académie devient l'institution spécialement chargée de la préparation des prêtres au service de la diplomatie pontificale. À partir de 1880 et jusqu'en 1920, l'Académie a reçu des élèves venant de France, d'Amérique Latine et des pays Anglo-Saxons, puis elle a élargi son recrutement au monde entier à partir des années 1960.
Les étudiants y suivent des cours de diplomatie ecclésiastique, notamment sur les relations de l'Église avec les États et sur les concordats, des cours d'histoire et de droit international. À partir de Léon XIII, des cours d'économie politique sont ajoutés au programme, puis, au début du XXe siècle, des cours de langues.
Cependant, il a toujours été possible d'accéder à une carrière dans la diplomatie pontificale par d'autres voies et l'Académie a formé des ecclésiastiques à des emplois autres que diplomatiques au sein de la curie.

## Organisation

### Direction
L'Académie pontificale ecclésiastique est une institution de l'Église catholique qui dépend de la secrétairerie d'État du Vatican. Elle est sous la haute direction du cardinal secrétaire d'État pro tempore.
L'Académie est régie par son président, choisi et nommé par le pontife romain, avec l'aide de la secrétairerie d'État. Le président est toujours un nonce du pape, ou un prêtre avec un rang d'archevêque et ayant déjà acquis une certaine expérience diplomatique sur le terrain.
Le Président est chargé de recruter chaque année une vingtaine de prêtres pour les former, après avoir les avoir soumis aux examens d'entrée, à la mission diplomatique du Saint-Siège. Il est chargé de suivre le parcours de chacun des étudiants et de veiller à l'organisation de leurs cours en interne. Par ailleurs, le président gère le personnel religieux présent dans la maison, religieux et laïcs.
Depuis le 23 janvier 2023, l'Académie est présidée par Salvatore Pennacchio.

#### Liste des présidents
- Gino Paro (en) (31 août 1962 - 5 mai 1969)
- Salvatore Pappalardo (7 mai 1969 - 17 octobre 1970)
- Felice Pirozzi (en) (17 octobre 1970 - 25 juillet 1975)
- Cesare Zacchi (1er juin 1975 - 8 juin 1985)
- Justin Francis Rigali (8 juin 1895 - 21 décembre 1989)
- Karl-Josef Rauber (22 janvier 1990 - 16 mars 1993)
- Gabriel Montalvo Higuera (29 avril 1993 - 7 décembre 1998)
- Giorgio Zur (7 décembre 1998 - 29 janvier 2000)
- Justo Mullor García (11 février 2000 - 13 octobre 2007)
- Beniamino Stella (13 octobre 2007 – 21 septembre 2013)
- Giampiero Gloder (21 septembre 2013 – 11 octobre 2019)
- Joseph Marino (11 octobre 2019 – 23 janvier 2023)
- Salvatore Pennacchio (depuis le 23 janvier 2023)

### Élèves
Les élèves sont sélectionnés parmi le clergé diocésain, à la suite non pas d'une candidature, mais d'un signalement, généralement par leur évêque, lequel doit en tout état de cause approuver l'admission. Ils doivent être déjà prêtres et théoriquement titulaires au moins d'une licence en droit canonique obtenue dans une université catholique. S'ils ne possèdent pas une cette licence, ils doivent l'obtenir pendant leur scolarité à l'académie. En outre, ils doivent maîtriser au moins deux langues étrangères et avoir moins de 35 ans.

### Structure des cours
Les étudiants suivent une double formation. Ils suivent d'abord des études universitaires menées dans les divers universités pontificales de Rome, jusqu'au terme de leur thèse, généralement dans une faculté de droit canonique.
Deuxièmement, ils suivent un cours de formation « interne » auquel seuls sont admis les élèves de l'Académie. Le cours interne dure deux ans et se termine par un examen au secrétariat d'État, qui délivre le certificat correspondant. Le cours porte sur l'acquisition par les candidats du contenu des affaires ecclésiastiques dans le champ diplomatique, y compris : l'histoire de la diplomatie, le style diplomatique, les langues étrangères (français, anglais et espagnol).
La formation dure de deux à quatre ans et est rythmée de stages en nonciature et à la secrétairerie d'État ainsi que de stages linguistiques.

## Anciens élèves
L'Académie a fourni cinq papes à l'Église catholique :
- Clément XIII (promotion 1714) ;
- Léon XII (promotion 1783) ;
- Léon XIII (promotion 1832) ;
- Benoît XV (promotion 1879) ;
- Paul VI (promotion 1921).

Elle a également formé bon nombre de grands noms de la Curie romaine, comme :
- Ercole Consalvi, secrétaire d'État de Pie VII (promotion 1776) ;
- Mariano Rampolla del Tindaro, secrétaire d'État de Léon XIII (promotion 1867) ;
- Rafael Merry del Val, secrétaire d'État de Pie X (promotion 1885), qui en a été aussi le directeur ;
- Luigi Maglione, secrétaire d'État de Pie XII (promotion 1905) ;
- Giovanni Benelli, sous-secrétaire d'État de Paul VI (promotion 1943) ;
- Agostino Casaroli, secrétaire d'État de Jean-Paul II (promotion 1937) ;
- Angelo Sodano, secrétaire d'État de Jean Paul II et Benoît XVI (promotion 1959) ;
- Dominique Mamberti, secrétaire pour les relations avec les États au sein de la Secrétairerie d'État, puis devenu préfet du Tribunal suprême de la Signature apostolique.

Cependant, l'Académie ne détient pas le monopole des fonctions diplomatiques pontificales.
Très certainement du fait de ses origines romaines, Eugenio Pacelli, qui devint le pape Pie XII et qui fut un diplomate éminent de la Curie, n'en fut jamais l'élève, mais y enseigna.